# Comissaria Delegada
Les Comissaries Delegades foren uns òrgans de govern de la Generalitat de Catalunya durant la Segona República Espanyola, quan, amb l'entrada en vigor de l'Estatut d'Autonomia de Catalunya, les diputacions provincials foren suprimides i la Generalitat va crear una comissaria delegada a cadascuna de les capitals de província catalanes.

## Acció de govern
L'acció de govern de la Comissaria de la Generalitat se centrava bàsicament en:
- Benestar social i sanitat
- Ensenyament
- Intervenció en infraestructures a tot el territori
- Assistència municipal
- Cessió de patrimoni a la ciutat de Lleida
- Desenvolupament social i econòmic
- Promoció de la cultura i ajut a entitats culturals[1]

## Competències
Les comissaries delegades van heretar totes les funcions, estructura, recursos i personal de les diputacions provincials, però també van assumir-ne de noves. Entre les noves competències hi ha els traspassos de l'Estat a la Generalitat en matèria de sanitat, cultura, educació, ordre públic, patrimoni cultural, obres públiques, ports, aviació civil, etc. D'altra banda, la Generalitat també va assumir noves competències i serveis que no existien fins al moment, en desenvolupament de l'Estatut d'Autonomia. Finalment, les comissaries també van assumir competències pròpies generades per l'inici de la Guerra Civil, com ara l'atenció als refugiats, o el proveïment de productes bàsics de consum a la població.